# Craspedolepta innoxia
Craspedolepta innoxia är en insektsart som först beskrevs av W. Foerster 1848.  Craspedolepta innoxia ingår i släktet Craspedolepta och familjen rundbladloppor. Inga underarter finns listade i Catalogue of Life.